# Магомедов, Мусалчи Хирамагомедович
Мусалчи Хирамагомедович Магомедов (11 сентября 1981, Каспийск, Дагестанская АССР, РСФСР, СССР) — российский боксёр, многократный бронзовый призёр чемпионатов России. Мастер спорта России международного класса. Аварец по национальности.

## Спортивная карьера
Боксом занимается с 1996 года в родном Каспийске. Представлял за Вооруженные Силы. Первый тренер Зубер Джафаров, также тренировался у Халида Чупалаева. В 2005 году стал чемпионом мира среди военнослужащих. Мусалчиев четырежды становится бронзовым призёром чемпионатов России. Причём  три раза он проигрывал в полуфиналах будущим чемпионам страны. На чемпионате России 2005 года в Магнитогорске – Александру Алексееву, в 2007 году в Якутске – Рахиму Чахкиеву, в Калининграде в 2008 году – Егору Мехонцеву.

## Достижения
- Чемпионат России по боксу 2004 — ;
- Чемпионат мира по боксу среди военнослужащих 2005 — ;
- Чемпионат России по боксу 2005 — ;
- Чемпионат России по боксу 2007 — ;
- Чемпионат России по боксу 2008 — ;

## Личная жизнь
Является выпускником Дагестанского государственного педагогического университета.